# Bluffton (Minnesota)
Pour les articles homonymes, voir Bluffton (homonymie).
Bluffton est une ville américaine située dans le Comté d'Otter Tail, dans le Minnesota. Selon le recensement de 2010, sa population est de 207 habitants.